# Iclaprim
Iclaprim (vorgesehener Handelsname Iclaprim Arpida®; Hersteller Arpida) ist ein Antibiotikum und gehört zur Gruppe der Diaminopyrimidine. Iclaprim befindet sich im Zulassungsverfahren und soll zugelassen werden zur Behandlung komplizierter Haut- und Hautstrukturinfektionen (cSSSI).

## Klinische Angaben

### Anwendungsgebiete und Wirkspektrum
Iclaprim ist ein Antibiotikum und gehört zur Gruppe der Diaminopyrimidine. Es wirkt als potenter Inhibitor der bakteriellen Dihydrofolatreduktase, so wie Trimethoprim, ein weiterer Vertreter dieser Substanzklasse. Iclaprim ist dagegen bei vielen Trimethoprim-resistenten Erregerstämmen noch wirksam. In In-vitro-Studien zeigt Iclaprim eine hohe Wirksamkeit gegenüber den klinisch relevantesten grampositiven Bakterien. Das Aktivitätsspektrum beinhaltet resistente Stämme, die aus Patienten mit schweren MRSA- und VRSA-Infektionen isoliert wurden. Gegenüber Anaerobiern zeigt Iclaprim nur geringe Wirkung.
Spektrum der empfindlichen Keime
- Staphylokokken, darunter Staphylococcus aureus einschließlich multiresistenter Stämme (MRSA),
- Enterokokken incl. Vancomycin-resistenter Stämme (VRE),
- Streptokokken incl. Penicillin-resistenter Stämme.

Klinische Anwendung
- Iclaprim soll zugelassen werden zur Behandlung komplizierter Haut- und Hautstrukturinfektionen (cSSSI).[2]

## Pharmakologische Eigenschaften

### Wirkungsmechanismus (Pharmakodynamik)
Iclaprim wirkt durch Hemmung der bakteriellen Dihydrofolatreduktase, ohne dabei das humane Enzym wesentlich zu inhibieren. In der Folge kommt es zu einer Hemmung der Synthese von DNA-Bausteinen und Zelltod.

### Aufnahme und Verteilung im Körper (Pharmakokinetik)
In klinischen Studien wird Iclaprim entweder intravenös oder oral verabreicht. Bei oraler Gabe beträgt die Bioverfügbarkeit etwa 40 %. Bei empfohlener Dosierung von 160 mg und oraler Gabe werden die maximalen Plasmaspiegel von 0,5 µg/ml 90 Minuten nach Einnahme erreicht. Bei intravenöser Anwendung von 0,4 und 0,8 mg/kg Körpergewicht werden Plasmakonzentrationen von 0,37 und 0,87 µg/ml erreicht. Die Plasmahalbwertszeit beträgt etwa zwei Stunden.

## Sonstige Informationen
Iclaprim befand sich im fast-track Zulassungsverfahren der amerikanischen Arzneimittelbehörde Food and Drug Administration (FDA), die Zulassung wurde mit Bescheid vom Januar 2009 vorerst nicht erteilt.

## Stereochemie
Iclaprim enthält ein Stereozentrum und besteht aus zwei Enantiomeren. Hierbei handelt es sich um ein Racemat, also ein 1:1-Gemisch von (R)- und der (S)-Form:
| Enantiomere von Phantolid | Enantiomere von Phantolid |
| ------------------------- | ------------------------- |
| CAS-Nummer: 1208116-65-7  | CAS-Nummer: 1208116-66-8  |